# Kate French
Kate French (Flemington, 23 de setembro de 1984) é uma atriz norte-americana , filha de Joan e Rob French. Kate nasceu em Flemigton, New Jersey, e cresceu em Long Island com seus três irmãos. Seus pais foram modelos, e seu padrasto é um fotógrafo.
Seguindo os passos de seus pais, Kate seguiu a carreira de modelo, mas sempre teve uma the l word paixão por atuar. Sua primeira aparição na “telona” foi em 2006 com um papel pequeno no filme “Accepted”, e depois estrelando com o papel de Brooke Crawford na novela de horário nobre “Wicked Wicked Games” que foi sua primeira aparição na “telinha”.
Kate teve uma aparição em alguns episódios da segunda temporada da série Gossip Girl exibida no Brasil pela Warner Channel com a personagem Elle, uma envolvente babá que conquistou o personagem de Ed Westwick, Chuck Bass.
Seu papel mais recente foi o da atriz lésbica, resoluta e agressiva Niki Stevens na série da TV a cabo The L Word também exibida pela Warner Channel.
Ela também esteva na capa da revista Women’s Health.
Kate frequentou na Universidade da Califórnia em Santa Barbara, e é uma aspirante a escritora, além de sua carreira como atriz. Ela vive, atualmente, em West Hollywood.
Ela está na quinta e na sexta temporada de The L Word, onde faz par com a escritora Jenny Schecter, personagem de Mia Kirshner.

## Filmografia
- Wicked Wicked Games (2006-2007) (telenovela) .... Brooke Crawford
- Accepted (2006) .... Glen's Party Girl #2
- The L Word (2008).... Niki Stevens (temporadas 5-6)
- South of Nowhere (2008).... Sasha Miller (termporada 3)
- Gossip Girl (2009).... Elle (temporada 2)
- Fired Up (2009) .... Cute Captain
- One Tree Hill (2009) .... Renee (temporada 7)
- Sutures movie(2010).... Shannon